# Alexei Iliushin
Alexei Iliushin es un deportista soviético que compitió en judo. Ganó dos medallas en el Campeonato Europeo de Judo de 1965.

## Palmarés internacional
| Campeonato Europeo | Campeonato Europeo | Campeonato Europeo | Campeonato Europeo |
| Año                | Lugar              | Medalla            | Categoría          |
| ------------------ | ------------------ | ------------------ | ------------------ |
| 1965               | Madrid (España)    | Medalla de oro     | –63 kg             |
| 1965               | Madrid (España)    | Medalla de plata   | –63 kg (A)         |